# Perpat
Perpat is een bestuurslaag in het regentschap Belitung van de provincie Bangka-Belitung, Indonesië. Perpat telt 1739 inwoners (volkstelling 2010).